# 蔡八
蔡八（?—?）是南宋前期的海盗首领。
南宋淳熙十二年（1185年），福建延祥寨正将郑华率水军，深入海中，与海盗交战，生擒海盗首领蔡八等42人。